# Carl Strehlow
Carl Friedrich Theodor Strehlow (* 23. Dezember 1871 in Fredersdorf, Landkreis Angermünde, Uckermark, Brandenburg; † 20. Oktober 1922 in Horseshoe Bend, Northern Territory, Australien) war ein deutscher Missionar und Ethnologe in Australien. Er leitete von 1894 bis 1922 die Finke River Mission in Hermannsburg (Northern Territory).

## Biografie
Er war der Sohn des Karl Ludwig Ferdinand Strehlow und der Friederike Wilhelmine Augustine Schneider und heiratete am 25. September 1895 in Point Pass (South Australia) die Deutsche Frieda Keysser (* 31. August 1875 in Geroldsgrün, Oberfranken, Bayern).
Strehlow wurde im Seminar für die Evangelisch-lutherische Mission in Neuendettelsau, Ansbach, ausgebildet, graduierte 1891 und wurde im Jahr darauf ordiniert.
Strehlow lernte und dokumentierte in Australien die Sprachen der Aranda- und Luritja-Aborigines und publizierte ein siebenbändiges Werk über ihre Kultur in Zusammenarbeit mit Moritz Freiherr von Leonhardi. Sein Sohn, Theodore George Henry Strehlow, setzte sein Werk fort.
Sein Hauptwerk, insbesondere seine Aufzeichnungen über die Mythen und totemistischen Vorstellungen, war von Einfluss auf Lucien Lévy-Bruhl (La mythologie primitive) und Elias Canetti (Masse und Macht).

## Ehrungen
Durch das Carl Strehlow Memorial Hospital in Hermannsburg und das Strehlow Research Centre in Alice Springs wird sein Name in Australien in Andenken gehalten.

## Werke (Auswahl)
- Die Aranda- und Loritja-Stämme in Zentral-Australien. Baer, Frankfurt am Main 1907–1920. (Veröffentlichungen aus dem Städtischen Völker-Museum Frankfurt am Main)
  - Teil 1: Mythen, Sagen und Märchen des Aranda-Stammes. 1907
  - Teil 2: Mythen, Sagen und Märchen des Loritja-Stammes: Die totemistischen Vorstellungen und die Tjurunga der Aranda und Loritja. 1908
  - Teil 3, Abt. 1: Allgemeine Einleitung und die totemistischen Kulte des Aranda-Stammes. 1910
  - Teil 3, Abt. 2: Die totemistischen Kulte des Loritja-Stammes. 1911
  - Teil 4, Abt. 1: Das soziale Leben der Aranda- und Loritja-Stämme. 1913
  - Teil 4, Abt. 2: Das soziale Leben der Aranda- und Loritja-Stämme. 1915
  - Teil 5: Die materielle Kultur der Aranda- und Loritja-Stämme: mit einem Anhang: Erklärung der Eingeborenen-Namen. 1920
- Ewangelia Lukaka. (Gospel of St. Luke in the Aranda or Arunta language.) [Translated by Carl F. T. Strehlow.] B. & F.B.S., London 1925. (Das Lukasevangelium in der Sprache der Aranda)